# Hrîhorivka, Krasnohvardiiske
Hrîhorivka (în ucraineană Григорівка) este un sat în comuna Iantarne din raionul Krasnohvardiiske, Republica Autonomă Crimeea, Ucraina.

## Demografie
Componența lingvistică a localității Hrîhorivka
     Rusă (78,73%)
     Ucraineană (13,16%)
     Tătară crimeeană (8,1%)
Conform recensământului din 2001, majoritatea populației localității Hrîhorivka era vorbitoare de rusă (78,73%), existând în minoritate și vorbitori de ucraineană (13,16%) și tătară crimeeană (8,1%).